# Държавно устройство на Гвинея
Гвинея е президентска република, с военна диктатура, като форма на държавно управление.

## Законодателна власт
Законодателен орган в Гвинея е еднокамарен парламент, съставен от 114 народни представители, избирани за срок от 5 години.